# Qawwalî
 (août 2020).

Le qawwalî ou quwwalî (arabe: قوّالی ; gourmoukhī: ਕ਼ੱਵਾਲੀ ; devanāgarī: क़व्वाली ; nāgarī orientale : ক়ব্বালী) est un genre musical, populaire en Inde et au Pakistan, qui exprime une dévotion soufie. Le mot signifie littéralement « musique de la parole » et vient initialement de l'arabe qawwâl (قَوّال), mot signifiant, « loquace, qui parle bien, qui sait bien parler ».
Le chant qawwäli dont l'origine est à chercher dans le ghazal, tradition poétique orale pratiquée à l’origine par les mystiques zoroastriens de l’antique Perse, est l'expression soufie du nord du sous-continent indien qui vit grâce aux qawwâls, ces chanteurs musiciens issus de l'ordre confrérique chishtiyä créé en Inde par le saint Muînuddîn Chistî 'Kwaâjâ Gharîbnawâz, mort à Ajmer (Rajasthan, Inde) en 1236. Il est exécuté lors de réunions religieuses face à la tombe ou au dargah d'un saint. Le qawwäl chante en hindi, en ourdou ou en persan selon l'origine de la poésie. Cette musique se retrouve aussi dans les communautés yézidis.
Le genre trouve son origine dans l'Inde du XIVe siècle, Abu-l Hasan Yamīn al-Dīn Khusrow (1253-1325)] est considéré comme son fondateur.]. Il a atteint une audience et une renommée internationales à la fin du 20e siècle, notamment via le chanteur et musicien pakistanais Nusrat Fateh Ali Khan. Les chants de qawwalî se classent en deux groupes : les hamd ou manqabat qui sont des chants dévotionnels dédiés à Allah et les ghazal qui sont des chants profanes qui célèbrent le vin ou l'amour.

## Exécution d'un qawwalî

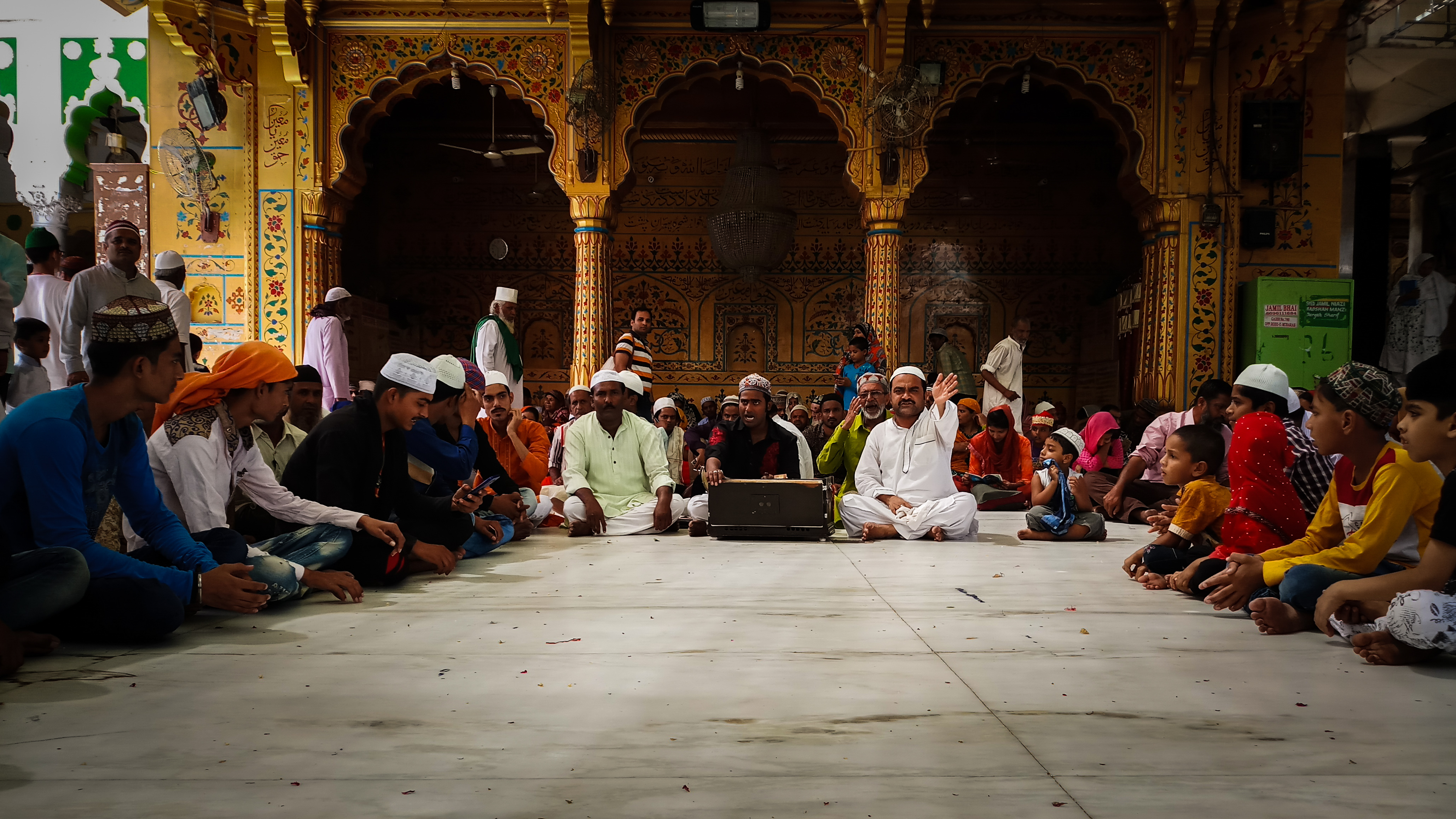
Qawwalî à Ajmer en 2018.

Un ensemble traditionnel de qawwalî est généralement composé de neuf hommes : deux chanteurs principaux qui jouent de l'harmonium, cinq chanteurs de refrains qui battent la mesure avec leurs mains, un joueur de tablâs et un joueur de tambour dholak.
Les chansons durent en principe une quinzaine de minutes et sont habituellement arrangées dans le format suivant : la mélodie principale est générée sur des harmoniums, avec généralement des variations improvisées sur ce thème. Vient ensuite, une introduction appelée « âlâp », où les chanteurs entonnent différentes notes longues provenant du râga qui sert de soubassement tonique au thème joué. Puis, le chanteur principal commence à chanter les vers du poème qui constituent les paroles de la chanson, accompagné du seul harmonium. Les mélodies chantées sont improvisées en suivant la structure du râga choisi. Après la première exposition du vers par le chanteur principal, un autre le répète sur une mélodie improvisée différente. Quelques vers, en nombre variable, sont ainsi chantés, de façon à conduire vers le cœur principal de la chanson. C'est alors que la chanson débute véritablement : à ce moment, les tablâs et le dholak commencent à jouer en rythme, avec les chanteurs de chœur frappant leurs mains en rythme, tandis que tous les membres de l'ensemble s'associent au chant des vers. Les paroles et les mélodies qui leur sont associées ne sont généralement pas improvisés et sont en fait des chansons traditionnelles très populaires. Au cours de la chanson, le chanteur principal et les choristes peuvent improviser une longue mélodie tonale. Le chanteur Nusrat Fateh Ali Khan a popularisé le chant du sargam — les notes du solfège indien — à ce moment de la chanson.
La chanson connait une montée du tempo et du pathos, chaque chanteur essayant de se surpasser en termes d'arabesques vocales. Quelques chanteurs exécutent de longues périodes d'improvisations sur le sargam, dialoguant souvent avec un apprenti chanteur. Les chansons finissent habituellement de façon abrupte.

## Interprétations
Le qawwalî est généralement exécuté dans les sanctuaires soufis au Pakistan et en Inde. Le genre a gagné une renommée internationale par l'intermédiaire de son défunt maître pakistanais, Nusrat Fateh Ali Khan. Parmi les autres qawwals célèbres on peut citer les frères Sabri, Aziz Mian, Rizwan-Muazzam, Abida Parveen, Faiz Ali Faiz et Asif Ali Khan, l'un des élèves de Nusrat Fateh Ali Khan, Naseeruddin Saami et plus récemment des chanteuses modernes comme Hadiqa Kiani et l'indienne Deveshi Sahgal.

## Le qawwalî contemporain
Quelques musiciens de rock ont introduit dans certaines compositions des sonorités qawwalî : Jeff Buckley (dans certaines versions de Dream brother) a ainsi invité Nusrat Fateh Ali Khan — qui était d'ailleurs très proche de Peter Gabriel.

### Articles liés
- Musique islamique